# Yogibo Racing
Yogibo Racing（ヨギボー・レーシング）は独自のビーズソファを展開する「Yogibo」が発足したレーシングチームである。

## 略歴
「人をダメにするソファ」「快適すぎて動けなくなる魔法のソファ」をキャッチコピーとした独自のビーズソファ「Yogibo」の日本代理店を務めるウェブシャーク（現：株式会社Yogibo）は、「RIZIN」を始め、「WEリーグ」、「X Games Chiba 2022」等スポーツイベント等のタイトルスポンサーとして協賛してきた。その中でYogiboを更にマーケティングを拡大するべく、モータースポーツ活動に参入する事を決定した。
最初の1年目となる2021年は、道上龍率いるDRAGO CORSEと提携し、SUPER GT・GT300クラスに参戦。これまでYogiboのスポーツイベントのマーケティングを担当していた芳賀美里が13年振りに監督に就任。将来的にはエントラントの権利を取って自分達のチームで参戦したいと語っていた。
2年目となる2022年は、Yogiboブランドを世界的なブランド向上を目指し、GTワールドチャレンジ・アジアに移行し、単独チームとして参戦。

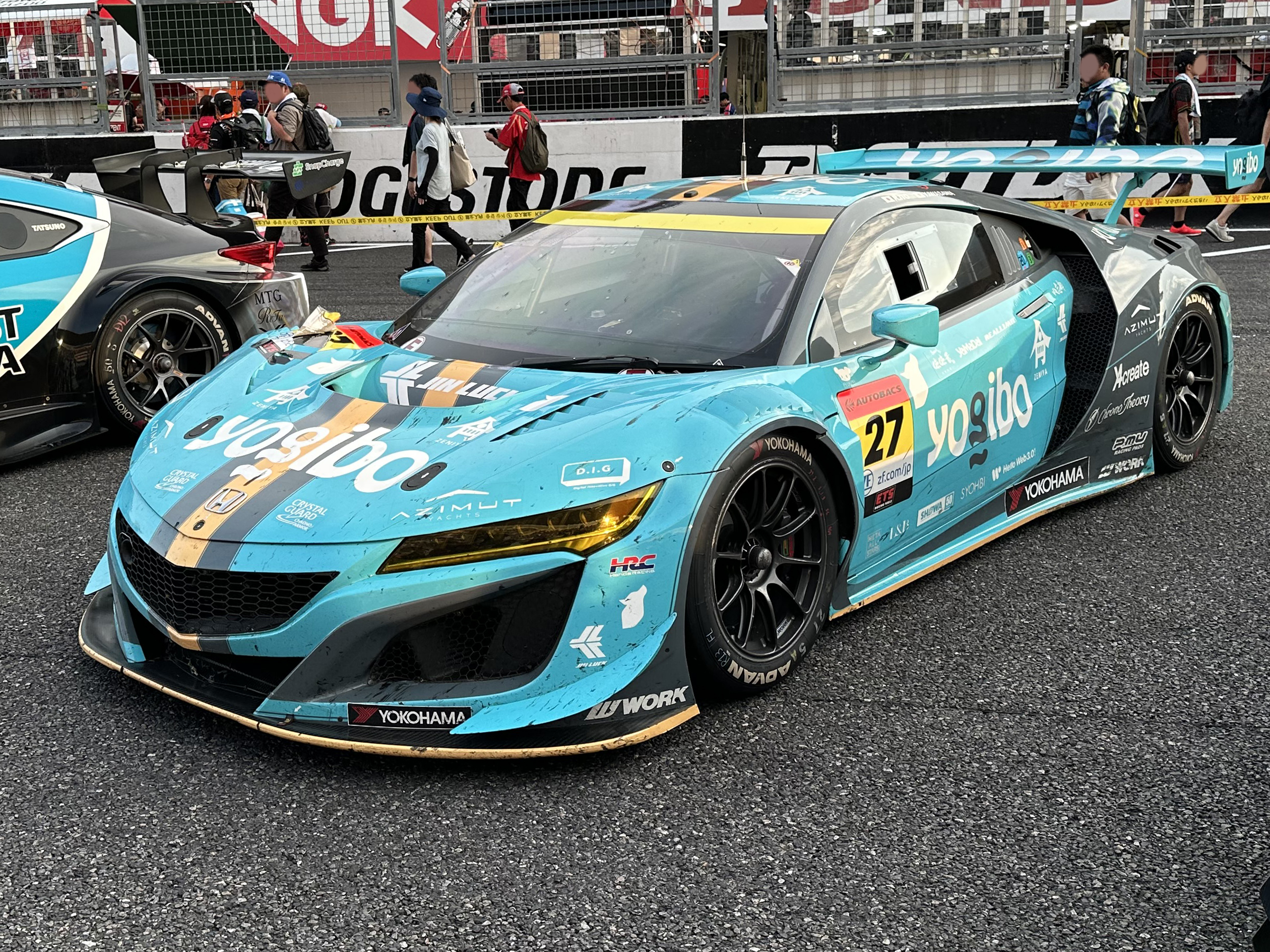
2023年GT300参戦車両(ホンダ・NSX GT3)

3年目の2023年は、1年目の目標として掲げていた通りエントラントの権利を取得し、新規チームとしてSUPER GTに復帰。
2024年2月8日、株式会社Yogiboの事業戦略変更に伴い、SUPER GTを休会する事を発表。これまで活動を率いていた芳賀はYogiboを離れ、「MKS RACING」を発足。チームは事実上活動休止となった。

## 参戦カテゴリー
- SUPER GT・GT300クラス
- GTワールドチャレンジ・アジア

## 参戦歴

### SUPER GT
- 2021年

エントラント名：Yogibo DRAGO CORSE
車両No.：34
マシン名：Yogibo NSX GT3（ホンダ・NSX GT3）
タイヤ：横浜タイヤ
ドライバー：道上龍／密山祥吾
車両メンテナンス：DRAGO CORSE
- 2023年

エントラント名：Yogibo Racing
車両No.：27
マシン名：Yogibo NSX GT3（ホンダ・NSX GT3）
タイヤ：ヨコハマタイヤ
ドライバー：岩澤優吾／伊東黎明
車両メンテナンス：セルブスジャパン

### GTワールドチャレンジ・アジア
エントラント名：Yogibo Racing
車両No.：27
使用車両：フェラーリ・488 GT3
タイヤ：ピレリ
ドライバー：横溝直輝／密山祥吾（Rd.1のみ）／藤波清斗
車両メンテナンス：B-MAX ENGINEERING

## 戦績

### SUPER GT
| 年     | エントラント名     | ドライバー        | 使用車両        | タイヤ | クラス | 1      | 2      | 3      | 4      | 5     | 6      | 7       | 8       | 順位 | ポイント |
| ------ | ------------------ | ----------------- | --------------- | ------ | ------ | ------ | ------ | ------ | ------ | ----- | ------ | ------- | ------- | ---- | -------- |
| 2021年 | Yogibo DRAGO CORSE | 道上龍 密山祥吾   | ホンダ・NSX GT3 | Y      | GT300  | OKA 16 | FSW 19 | SUZ 13 | TRM 17 | SUG 6 | AUT 22 | TRM 12  | FSW 11  | 19位 | 28       |
| 2023年 | Yogibo Racing      | 岩澤優吾 伊東黎明 | ホンダ・NSX GT3 | Y      | GT300  | OKA 4  | FSW 15 | SUZ 20 | FSW 20 | SUZ 9 | SUG 18 | AUT Ret | TRM Ret | 19位 | 25       |

### GTワールドチャレンジ・アジア
| 年     | エントラント名 | ドライバー                       | 使用車両            | クラス | 1      | 2      | 3        | 4       | 5      | 6      | 7      | 8       | 9      | 10     | 順位 | ポイント |
| ------ | -------------- | -------------------------------- | ------------------- | ------ | ------ | ------ | -------- | ------- | ------ | ------ | ------ | ------- | ------ | ------ | ---- | -------- |
| 2022年 | Yogibo Racing  | 横溝直輝 藤波清斗 密山祥吾(Rd.1) | フェラーリ・488 GT3 | S      | SEP1 4 | SEP2 4 | SUZ1 Ret | SUZ2 13 | FSW1 2 | FSW2 4 | SUG1 1 | SUG2 15 | OKA1 1 | OKA2 6 | 4位  | 112      |